# Иринка
Иринка — река в России, протекает в Ростовском районе Ярославской области; правый приток реки Кось.
В верхнем течении пересыхает.
Сельские населённые пункты около реки: Губычево, Заиренье, в бассейне: Дементьево, Сорокино, Болотово, Зиновьево.